# Badmintonfederatie Italië
Badminton Federatie Italië (lokaal: Federazione Italiana Badminton) is de nationale badmintonbond van Italië.
De huidige president van de Italiaanse bond is Carlo Beninati. Anno telde 2015 telde de bond 21.700 leden, verdeeld over 192 badmintonclubs. De bond is sinds 1977 aangesloten bij de Europese Bond.